# Menophra plagifera
Menophra plagifera är en fjärilsart som beskrevs av Pro 1954. Menophra plagifera ingår i släktet Menophra och familjen mätare. Inga underarter finns listade i Catalogue of Life.